# 蛇夫座36
蛇夫座36，是一个位于蛇夫座的三合星系统，距离地球19.5光年。

## 恒星系统
蛇夫座36A和蛇夫座36B（中文星官名均为天江二） 是接近典型橙色的主序星，光谱分类为K0/K1型。蛇夫座36C（中文星官名为天江增三）是一颗橙色主序星，光谱分类为K5。
蛇夫座36A和蛇夫座36B之间的距离仅有4.6角秒，而蛇夫座36C距离A-B系统有700角秒，因此它对A-B两颗恒星的运动影响可以忽略不计。蛇夫座36A和蛇夫座36B都是活动色球星。 

## 寻找亚恒星天体
麦克唐纳天文台的一个小组认为蛇夫座36A有一颗或多颗行星存在并设置行星的范围。行星的质量在0.13-5.4木星质量，距离大概跨越0.05-5.2天文单位的距离。但是蛇夫座36A或蛇夫座36B稳定的最外层稳定轨道可能不超过1.5天文单位。

## 延伸阅读
- Irwin, Alan W.; Yang, Stephenson L. S. & Walker, Gordon A. H., , Publications of the Astronomical Society of the Pacific, 1996, 108: 580, Bibcode:1996PASP..108..580I, doi:10.1086/133768
- Cayrel de Strobel, G.; Lebreton, Y.; Perrin, M.-N. & Cayrel, R., , Astronomy and Astrophysics, 1989, 225 (2): 369–380, Bibcode:1989A&A...225..369C
- Wittenmeyer, R. A.; Endl, Michael; Cochran, William D.; Hatzes, Artie P.; Walker, G. A. H.; Yang, S. L. S. & Paulson, Diane B., , Astronomical Journal, 2006, 132 (1): 177–188, Bibcode:2006AJ....132..177W, arXiv:astro-ph/0604171 , doi:10.1086/504942
- Barnes, Sydney A., , The Astrophysical Journal, 2007, 669 (2): 1167–1189, Bibcode:2007ApJ...669.1167B, doi:10.1086/519295